# 9 أكتوبر
- السبت
- الأحد
- الاثنين
- الثلاثاء
- الأربعاء
- الخميس
- الجمعة

- 275 ربيع الآخر 1447  هـ
- 286 ربيع الآخر 1447  هـ
- 297 ربيع الآخر 1447  هـ
- 308 ربيع الآخر 1447  هـ
- 19 ربيع الآخر 1447  هـ
- 210 ربيع الآخر 1447  هـ
- 311 ربيع الآخر 1447  هـ
- 412 ربيع الآخر 1447  هـ
- 513 ربيع الآخر 1447  هـ
- 614 ربيع الآخر 1447  هـ
- 715 ربيع الآخر 1447  هـ
- 816 ربيع الآخر 1447  هـ
- 917 ربيع الآخر 1447  هـ
- 1018 ربيع الآخر 1447  هـ
- 1119 ربيع الآخر 1447  هـ
- 1220 ربيع الآخر 1447  هـ
- 1321 ربيع الآخر 1447  هـ
- 1422 ربيع الآخر 1447  هـ
- 1523 ربيع الآخر 1447  هـ
- 1624 ربيع الآخر 1447  هـ
- 1725 ربيع الآخر 1447  هـ
- 1826 ربيع الآخر 1447  هـ
- 1927 ربيع الآخر 1447  هـ
- 2028 ربيع الآخر 1447  هـ
- 2129 ربيع الآخر 1447  هـ
- 2230 ربيع الآخر 1447  هـ
- 231 جمادى الأولى 1447  هـ
- 242 جمادى الأولى 1447  هـ
- 253 جمادى الأولى 1447  هـ
- 264 جمادى الأولى 1447  هـ
- 275 جمادى الأولى 1447  هـ
- 286 جمادى الأولى 1447  هـ
- 297 جمادى الأولى 1447  هـ
- 308 جمادى الأولى 1447  هـ
- 319 جمادى الأولى 1447  هـ

9 أكتوبر أو 9 تشرين الأوَّل أو يوم 9 \ 10 (اليوم التاسع من الشهر العاشر) هو اليوم الثاني والثمانين بعد المئتين (282) من السنوات البسيطة، أو الثالث والثمانين بعد المئتين (283) في السنوات الكبيسة، وفقًا للتقويم الميلادي الغربي (الغريغوري). يبقى بعده 83 يومًا على انتهاء السنة.

## أحداث
- 768 ـ تتويج كارلومان الأول وشارلمان ملكين على الفرنجة.
- 1238 - خايمي الأول ملك أراغون يغزو بلنسية ويضمها إلى مملكته.
- 1264 -
  - بعد ثورة المدجنين، التي ساندها المغاربة ومملكة غرناطة، ورغم نجاحها في عدة مدن، استطاع ألفونسو العاشر ملك القشتاليين بحصار واحتلال مدينة شريش وطرد كل المسلمين.
  - القوات البحرية لإمارة العزفيين، تحت قيادة أبو القاسم العزفي، تدخل مدينة أصيلا وتضمها.
- 1446 - نشر أبجدية هانغول في كوريا.
- 1514 - زواج الملك لويس الثاني عشر ملك فرنسا بالملكة ماري تيودور.
- 1558 - تأسيس مدينة ماردة في فنزويلا.
- 1595 - الجيش الإسباني يستولي على مدينة كامبراي الفرنسية.
- 1760 - الإمبراطورية الروسية تستولي على مدينة برلين إبان حرب السنوات السبع.
- 1804 - تأسيس مدينة هوبارت عاصمة تسمانيا.
- 1806 - بروسيا تعلن الحرب على فرنسا.
- 1812 - اشتباك في بحيرة إري بين قطع بحرية أمريكية وبريطانية ينجم عنه استيلاء الأمريكيين على سفينتين بريطانيتين وذلك أثناء حرب 1812.
- 1820 - غواياكيل تعلن استقلالها عن إسبانيا.
- 1824 - إلغاء العبودية في كوستاريكا.
- 1888 - افتتاح نصب واشنطن رسميًا للجمهور.
- 1911 - صلح دعان بأن اليمن ولاية تابعة للسلطنة العثمانية.
- 1917 - الأمير فؤاد يصبح سلطانًا على مصر وذلك بعد وفاة أخيه السلطان حسين كامل.
- 1962 - الإعلان عن استقلال أوغندا.
- 1967 - إعدام الثائر الأرجنتيني تشي جيفارا في بوليفيا وذلك بعد يوم واحد من اعتقاله ومحاكمته في محاكمة ميدانية سريعة.
- 1973 - إسرائيل تعلن عن فقدها السيطرة على خط بارليف الدفاعي على شاطئ قناة السويس واستيلاء القوات المصرية عليه بالكامل وذلك بعد ثلاثة أيام من بدء الحرب العربية ضدها.
- 2001 - مجلس الأمن الدولي يؤيد بالإجماع الضربات الأمريكية على أفغانستان باعتبارها عملًا مشروعًا بسبب رفض حكومة طالبان في أفغانستان تسليم أسامة بن لادن المتهم الأول في هجمات 11 سبتمبر.
- 2009 - منح جائزة نوبل للسلام لرئيس الولايات المتحدة باراك أوباما وذلك نظير مجهوداته في تقوية الدبلوماسية الدولية والتعاون بين الشعوب.
- 2011 - وقوع أحداث ماسبيرو في العاصمة المصرية القاهرة والتي أدت لسقوط 27 قتيلًا.
- 2013 - جائزة نوبل في الكيمياء لسنة 2013 منحت لكل من مارتين كاربلوس ومايكل لويت وأريه وارشيل.
- 2014 - الروائي الفرنسي باتريك موديانو يفوز بجائزة نوبل في الأدب لسنة 2014.
- 2015 - جائزة نوبل للسلام تمنح للرباعي الراعي للحوار الوطني التونسي.
- 2017 - الأمريكي ريتشارد ثالر يحصل على جائزة نوبل في العلوم الاقتصادية لمساهماته في الاقتصاد السلوكي.
- 2018 - سفيرة الولايات المتحدة نيكي هايلي لدى الأمم المتحدة تُعلن أنها ستستقيل من منصبها في نهاية سنة 2018.
- 2019 - تركيا تعلن الشروع في عملية عسكرية جديدة في شمال سوريا باسم نبع السلام ضد المناطق الخاضعة لنفوذ قوات سوريا الديمقراطية.
- 2020 - منح جائزة نوبل للسلام لبرنامج الأغذية العالمي التابع للأمم المتحدة.

## مواليد
- 1581 - كلود غاسبارد باشي دي ميزيرياك، عالم رياضيات فرنسي.
- 1757 - الملك شارل العاشر، ملك فرنسا.
- 1852 - هيرمان إميل فيشر، عالم كيمياء ألماني حاصل على جائزة نوبل في الكيمياء عام 1902.
- 1873 - شوارتز شيلد، عالم كيمياء وفلكي ألماني.
- 1879 - ماكس فون لاوه، عالم فيزياء ألماني حاصل على جائزة نوبل في الفيزياء عام 1914.
- 1888 - نيكولاي بوخارين، سياسي سوفيتي.
- 1892 -
  - إيفو أندريتش، أديب صربي حاصل على جائزة نوبل في الأدب عام 1961.
  - مارينا تسفيتايفا، شاعرة روسية.
- 1898 - توفيق الحكيم، أديب وروائي مصري.
- 1906 -
  - سيد قطب، كاتب وأديب ومنظر إسلامي مصري.
  - ليوبولد سنغور، رئيس السنغال الأول.
- 1907 - جاك تاتي، مخرج وممثل فرنسي.
- 1920 - يوسف لطيف، فنان جاز أمريكي.
- 1933 - بيتر مانسفيلد، عالم فيزياء بريطاني حاصل على جائزة نوبل في الطب عام 2003.
- 1938 - هاينز فيشر، رئيس جمهورية نمساوي.
- 1940 - جون لينون، مغني وشاعر وعازف إنجليزي في فرقة البيتلز.
- 1942 - شكري غانم، سياسي واقتصادي ليبي.
- 1946 - تانسو تشيلر، سياسية واقتصادية تركية.
- 1950 -
  - صفاء أبو السعود، ممثلة ومذيعة مصرية.
  - جودي ويليامز، أكاديمية أمريكية حاصلة على جائزة نوبل للسلام عام 1997.
  - فاسيلي إيورداتش، مدرب ولاعب كرة قدم روماني.
- 1952 - شارون أوزبورن، مذيعة وكاتبة أغاني إنجليزية.
- 1953 -
  - هيلموت رولدر، لاعب كرة قدم ألماني.
  - توني شلهوب، ممثل أمريكي من أصل لبناني.
- 1954 - عبد الوهاب حسين، سياسي معارض بحريني.
- 1966 -
  - خالد الحربي، ممثل سعودي.
  - ديفيد كاميرون، رئيس وزراء المملكة المتحدة.
- 1967 - إدي غوريرو، مصارع مكسيكي.
- 1972 -
  - كوكي مياتا، ممثل أداء صوتي ياباني.
  - حمزة إدريس، لاعب كرة قدم سعودي.
- 1973 -
  - عبد الله الباروني، ممثل كويتي.
  - كارلوس بافون، لاعب كرة قدم هندوراسي.
- 1975 - مارك فيدوكا، لاعب كرة قدم أسترالي.
- 1976 - سام ريغل، مؤدي أصوات أمريكي.
- 1977 -
  - إيمانويلي بيلاردي، لاعب كرة قدم إيطالي.
  - مشعل المطيري، ممثل سعودي.
- 1979 - براندون روث، ممثل أمريكي.
- 1980 - إبراهيم فضيل، لاعب كرة قدم مالديفي.
- 1982 -
  - أنتونيو مندونكا، لاعب كرة قدم أنغولي.
  - فهيد بن خلف الله، لاعب كرة قدم تونسي فرنسا.
  - فايز السبيعي، حارس مرمى سعودي.
- 1984 -
  - جمال مصباح، لاعب كرة قدم جزائري.
  - حسين فاضل، لاعب كرة قدم كويتي.
  - نرمين ماهر، ممثلة مصرية.
- 1994 - جوديل فيرلاند، ممثلة كندية.
- 1996 - بيلا حديد، عارضة أزياء أمريكية من أصل فلسطيني.

## وفيات
- 1917 - السلطان حسين كامل، سلطان مصر.
- 1918 - جوزيف فون كاراباسك، مستشرق نمساوي.
- 1934 - أبو القاسم الشابي، شاعر تونسي.
- 1943 - بيتر زيمن، عالم فيزياء هولندي حاصل على جائزة نوبل في الفيزياء عام 1902.
- 1959 - كامل كيلاني، كاتب وأديب مصري ، رائد أدب الطفل في العالم العربي.
- 1967 - تشي جيفارا، ثائر أرجنتيني.
- 1982 - آنا فرويد، محللة نفسية، ابنة سيغموند فرويد. تعد من أوائل مؤسسي التحليل النفسي للطفل.
- 1987 - وليم مورفي، طبيب أمريكي حاصل على جائزة نوبل في الطب عام 1934.
- 1995 - أليك دوغلاس هوم، رئيس وزراء المملكة المتحدة.
- 1998 - محمد علي الحمامي، فقيه جعفري عراقي.
- 2010 - موريس آلياس، اقتصادي فرنسي حاصل على جائزة نوبل في العلوم الاقتصادية عام 1988.
- 2021 - أبو الحسن بني صدر، سياسي إيراني كان أوَّل رؤساء جمهورية بلاده.

## أعياد ومناسبات
- اليوم العالمي للبريد.
- عيد الاستقلال في أوغندا.
- عيد استقلال غواياكيل في الإكوادور.
- يوم الهانغول في كوريا الجنوبية.

## وصلات خارجية
- وكالة الأنباء القطريَّة: حدث في مثل هذا اليوم.
- أرشيف مصر: حدث في مثل هذا اليوم
- BBC: حدث في مثل هذا اليوم.